# Edwin Mulitalo
(en) Statistiques sur pro-football-reference
Edwin Moliki Mulitalo, né le 1er septembre 1974 à Daly City, est un joueur et entraîneur américain de football américain. 

## Biographie

### Enfance
Mulitalo étudie à la Jefferson High School de Daly City et fait partie des équipes de football, d'athlétisme et de lutte du lycée,.

### Carrière

#### Université
Le californien entre d'abord au Ricks College, ancien nom de l'Université Brigham Young de l'Idaho, et joue pendant deux saisons dans la ligne offensive des Vikings en football américain et une année dans l'équipe d'athlétisme comme spécialiste du lancer du poids. Le magazine numérique Prepstar le considère comme le vingt-troisième meilleur joueur au niveau college en 1996 et il est transféré à l'université de l'Arizona en janvier 1997 où il est un titulaire indiscutable au poste de guard pendant deux ans.

#### Professionnel
Edwin Mulitalo est sélectionné au quatrième tour de la draft 1999 de la NFL par les Ravens de Baltimore au 129e choix. Pour son année de rookie, il profite de la blessure de James Atkins pour faire ses débuts professionnels, contre les Chiefs de Kansas City. Mulitalo fait ses premiers matchs comme titulaire après la blessure d'Harry Swayne et va s'imposer comme un pilier de la ligne offensive des Ravens. Après avoir permis à son équipe d'être la cinquième meilleure attaque sur des courses en 2000, Mulitalo connaît ses premiers play-offs en 2000 et 2001 et remporte le Super Bowl XXXV.
Il est considéré comme l'un des principaux artisans du record de Jamal Lewis, signant le deuxième meilleur score pour un running back de l'histoire de la NFL avec 2 066 yards parcourus en 2003, dans une période de trois ans sur laquelle la ligne offensive de Baltimore est considérée comme un vrai mur. Après avoir débuté quatre matchs en 2006, il se blesse à un triceps contre les Chargers de San Diego et déclare forfait pour le reste du championnat.
Mulitalo signe un contrat de trois ans avec les Lions de Détroit en avril 2007, retrouvant l'entraîneur de la ligne offensive Jim Colletto qu'il a connu à Baltimore. Pendant deux saisons, il est de nouveau projeté dans un rôle de titulaire avant d'être libéré après la saison 2008. Il devient copropriétaire des Wildcats de South Georgia, en Af2 en 2008.

#### Entraîneur
À la fin de sa carrière, Mulitalo devient entraîneur de la ligne offensive de la Herriman High School d'Herriman et quitte les États-Unis pour l'île d'Upolu dans les Samoa où il entraîne l'équipe de rugby du Church College of Samoa, un établissement rattaché à l'église de Jésus-Christ des saints des derniers jours. Il revient sur le sol américain en 2015 pour être adjoint sur la ligne offensive des Thunderbirds de Southern Utah remportant leur premier titre de champion de la Big Sky Conference.
En 2016, il est nommé entraîneur de la ligne défensive des Knights de Southern Virginia et passe coordinateur défensif l'année suivante. Mulitalo devient entraîneur-chef des Knights en 2018.